# NamibRand-Naturreservat
Das NamibRand-Naturreservat (englisch NamibRand Nature Reserve, NRNR) ist mit 202.200 Hektar eines der größten privaten Naturschutzgebiete in Afrika. Es liegt in der Namib-Wüste, circa 60 Kilometer südlich des Sesriem-Canyons, und erstreckt sich entlang der Ostgrenze des Namib-Naukluft-Parks.
Es ist als NamibRand International Dark Sky Reserve auch als  Lichtschutzgebiet ausgewiesen und wurde im August 2024 zu Afrikas erstem Wilderness Quiet Park (Wildniss-Ruhepark).

## Flora und Fauna
Der Park mit seinen Dünen, Bergen (Losberg, 1939 Meter über dem Meeresspiegel) und Kalkebenen ist Lebensraum für Hartmann-Bergzebras, Kuhantilopen, Springböcke, Spießböcke, Leoparden, Giraffen, Tüpfelhyänen und Löffelhunde. Im Mai 2016 lebten dort mehr als 6600 Spießböcke, knapp 3000 Springböcke und 440 Bergzebras.
Daneben sind auf dem Gelände Feenkreise zu finden.
15 % der Gesamtfläche sind als Wildnisgebiet reserviert.

## Entstehungsgeschichte
Seine Entstehung verdankt dieses Schutzgebiet zum einen der ökologischen Unvernunft der früher ansässigen Farmer und zum anderen dem Idealismus eines Windhoeker Geschäftsmannes. Die Farmer hatten das Gebiet durch intensive Bewirtschaftung (Weidewirtschaft und Jagd) so aus dem ökologischen Gleichgewicht gebracht, so dass die Farmen keinen Ertrag mehr erwirtschafteten. Johann Albrecht Brückner (* 30. August 1930, † 8. Dezember 2016) begann 1984 mit dem Aufkauf der Farmen Gorrasis, Die Duine, Stellarine und Wolwedans. Er ließ die Weidezäune niederreißen, siedelte einheimisches Wild an und gab dem Land Zeit, sich wieder zu erholen. Der damit verbundene finanzielle Aufwand ließ sich durch Errichtung und Vermietung hochwertiger Unterkünfte, wie der Wolwedans Dune Lodge oder dem Wolwedans Dune Camp, in Grenzen halten. Der Lodgebetrieb konnte im Laufe der Jahre dank steigender Besucherzahlen deutlich ausgeweitet werden.
1992 wurde das Schutzgebiet als nichtgewinnorientiert staatlich anerkannt, und wird durch die Stiftung NamibRand Conservation Foundation (NRCF) erhalten.
2012 erhielt der Park durch die Einbindung der Farmen Springbokvlakte und Saffier zusätzlich 30.000 Hektar Fläche und damit seine heutige Größe.

## Lichtschutzgebiet
Im Mai 2012 wurde das Naturreservat von der IUCN Dark Skies Advisory Group (DSAG) als Lichtschutzgebiet anerkannt, und von der  International Dark-Sky Association (IDA) als International Dark Sky Reserve (IDSR) mit der Stufe Gold prämiert. Es war das erste Lichtschutzgebiet Afrikas, und eines Entwicklungslandes überhaupt.
Die besondere Qualität liegt neben der Abwesenheit größerer Städte insbesondere im hyperariden Klima der Namib-Wüste, das in der atmosphärischen Qualität nur von der Atacama-Wüste in Chile übertroffen wird.

## Touristisches

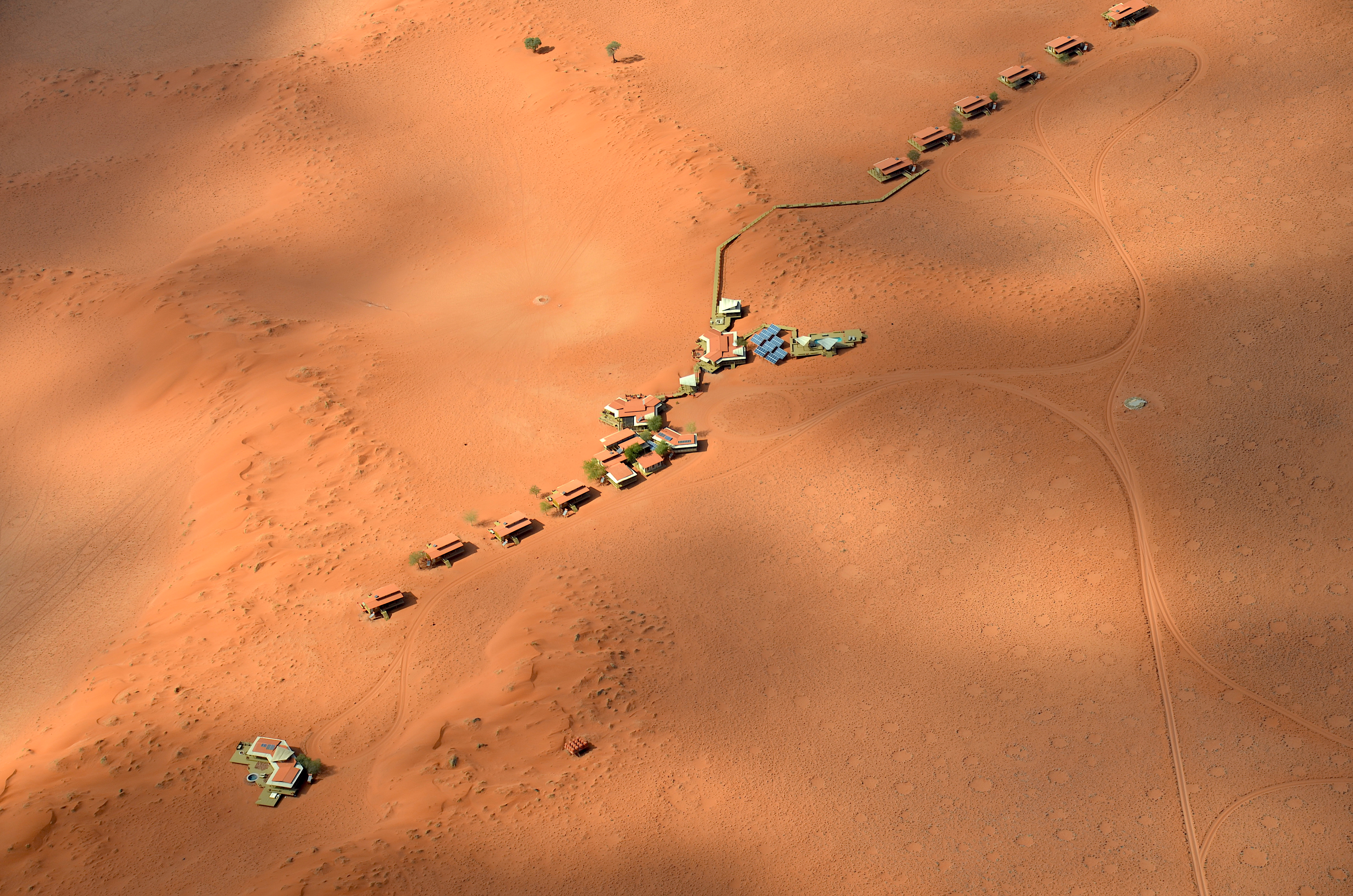
Wolwedans Dunes Lodge im NamibRand-Naturreservat (2017)

Zentrale Einrichtung ist das Namib Desert Environmental Education Trust Centre (NaDEET Centre), ein geowissenschaftlich-astronomisch-umweltdidaktisches Informationszentrum.
Das Gebiet kann im Rahmen geführter Touren besucht werden. Besucher stehen mit den Unterkünften von Wolwedans einige der luxuriösesten Übernachtungsmöglichkeiten Namibias zur Verfügung. Das NamibRand Family Hideout ist eine Selbstversorgerunterkunft.
Im Gebiet entwickelt sich auch zunehmend Astrotourismus.